# Décès en janvier 1900
Décès
- 1896
- 1897
- 1898
- 1899
- 1900
- 1901
- 1902
- 1903
- 1904

Pour une information complémentaire, voir la page d'aide.

| Date              | Nom                   | Activités                                                    | Âge   | Source |
| ----------------- | --------------------- | ------------------------------------------------------------ | ----- | ------ |
| 1er janvier       | Spire Blondel         | Écrivain, historien de l’art et journaliste français.        | 63    |        |
| 4 janvier         | Léon François Chervet | Sculpteur français.                                          | 65    |        |
| 5 janvier         | Akizuki Teijirō       | Philosophe et samouraï japonais.                             | 75    | []     |
| 5 janvier         | Henry Coxwell         | Aéronaute britannique.                                       | 80    | (en)   |
| 7 janvier         | Émile Coutisson       | Homme politique français.                                    | 67    |        |
| 11 janvier        | Ferdinand Carré       | Ingénieur français.                                          | 75    |        |
| 16 janvier        | Alonzo Alden          | Brigadier-général américain.                                 | 65    | (en)   |
| 16 janvier        | Charles Émile Boilève | Militaire français.                                          | 62    | []     |
| 16 janvier        | Léon Chiris           | Parfumeur et homme politique français.                       | 60    |        |
| 17 janvier        | Louis Henry Antoine   | Architecte français.                                         | 79    |        |
| 18 janvier        | Ludwig Bussler        | Professeur de musique, critique et chef d'orchestre prussien | 61    |        |
| 18 janvier        | Édouard de Conny      | Sculpteur français.                                          | 81    |        |
| 21 janvier        | Giovanni Buzzacchi    | Patriote et médecin italien.                                 | 71    | (it)   |
| 22 janvier        | Louis Henry Antoine   | Architecte français.                                         | 79    |        |
| 22 janvier        | Marc Chautagne        | Compositeur français.                                        | 74    |        |
| 24 janvier        | Isacco Artom          | Diplomate et homme politique italien.                        | 70    | (it)   |
| 26 janvier        | Agnes Börjesson       | Peintre suédoise.                                            | 72    | []     |
| 29 janvier        | William Craft         | Esclave et écrivain américain.                               | 75    | (en)   |
| 30 janvier        | Vittorio Bersezio     | Écrivain, journaliste et député italien.                     | 71    | (it)   |
| Date indéterminée | Théophile Bosq        | Écrivain et journaliste français.                            | 89/90 |        |